# Chaoilta himalayensis
Chaoilta himalayensis är en stekelart som först beskrevs av Cameron 1899.  Chaoilta himalayensis ingår i släktet Chaoilta och familjen bracksteklar. Inga underarter finns listade i Catalogue of Life.